# Cúp các câu lạc bộ đoạt cúp bóng đá quốc gia châu Á 1998–99
Đội vô địch Cúp các câu lạc bộ đoạt cúp bóng đá quốc gia châu Á 1998–99, giải thi đấu bóng đá được tổ chức bởi AFC, được liệt kê bên dưới.

## Vòng Một

### Tây Á
| Đội 1             | TTS      | Đội 2            | Lượt đi | Lượt về |
| ----------------- | -------- | ---------------- | ------- | ------- |
| Kazma             | 5–2      | Al Wahda         | 2–0     | 3–2     |
| Al Ahli           | 0–3      | Al Talaba        | 0–0     | 0–3     |
| PAS               | 10–3     | Al-Seeb          | 10–1    | 0–2     |
| Al Ahli           | (w/o)1   | Al Nejmeh        |         |         |
| Khujand           | 2–5      | Pakhtakor        | 1–1     | 1–4     |
| Nisa Aşgabat      | 2–1      | Kaisar Kzyl-Orda | 1–0     | 1–1     |
| Al Ittihad Jeddah | miễn đấu |                  |         |         |
| Al Nasr           | miễn đấu |                  |         |         |

1 Al Nejmeh bỏ cuộc.

### Đông Á
| Đội 1                    | TTS       | Đội 2                | Lượt đi | Lượt về |
| ------------------------ | --------- | -------------------- | ------- | ------- |
| Sinthana                 | 5–2       | Woodlands Wellington | 4–1     | 1–1     |
| Ho Chi Minh City Customs | 2–5       | Sarawak              | 1–2     | 1–3     |
| Chunnam Dragons          | (w/o)1    | Police SC            |         |         |
| Salgaocar                | 1–4       | Beijing Guoan        | 1–0     | 0–4     |
| Mahendra Police          | 0–2       | New Radiant          | 0–0     | 0–2     |
| Happy Valley             | (w/o)2    | PIA                  |         |         |
| Yangon City Development  | miễn đấu3 |                      |         |         |
| Kashima Antlers          | miễn đấu  |                      |         |         |

1 Police SC bỏ cuộc.

2 PIA FC bỏ cuộc.

3 Yangon City Development được bốc thăm với đại diện của Indonesia, nơi mà có mùa giải 1997-98 bị hủy bỏ vì vấn đề chính trị và kinh tế trong đất nước.

## Vòng Hai

### Tây Á
| Đội 1        | TTS | Đội 2      | Lượt đi | Lượt về |
| ------------ | --- | ---------- | ------- | ------- |
| Kazma        | 4–2 | Al-Nasr    | 3–0     | 1–2     |
| PAS          | 1–2 | Al Talaba  | 0–1     | 1–1     |
| Al Ahli      | 1–7 | Al Ittihad | 0–0     | 1–7     |
| Nisa Aşgabat | 5–6 | Pakhtakor  | 5–0     | 0–6     |

### Đông Á
| Đội 1                   | TTS  | Đội 2           | Lượt đi | Lượt về |
| ----------------------- | ---- | --------------- | ------- | ------- |
| Yangon City Development | 0–4  | Sarawak         | 0–1     | 0–31    |
| New Radiant             | 4–6  | Happy Valley    | 3–1     | 1–5     |
| Sinthana                | 1–11 | Kashima Antlers | 1–2     | 0–9     |
| Beijing Guoan           | 0–4  | Chunnam Dragons | 0–2     | 0–2     |

1 Yangon City Development không thể ra sân ở lượt về vì cầu thủ bị ốm.

## Tứ kết

### Tây Á
| Đội 1      | TTS    | Đội 2     | Lượt đi | Lượt về |
| ---------- | ------ | --------- | ------- | ------- |
| Kazma      | (w/o)1 | Al Talaba |         |         |
| Al Ittihad | 4–0    | Pakhtakor | 3–0     | 1–0     |

1 Kazma bỏ cuộc.

### Đông Á
| Đội 1        | TTS  | Đội 2           | Lượt đi | Lượt về |
| ------------ | ---- | --------------- | ------- | ------- |
| Happy Valley | 1–7  | Chunnam Dragons | 0–3     | 1–4     |
| Sarawak      | 2–14 | Kashima Antlers | 2–4     | 0–10    |

## Bán kết
|                          | 1–3 |                                                                |
| ------------------------ | --- | -------------------------------------------------------------- |
| Qahtan Chathir Drain 36' |     | Mohammed Al Sahafi 20' · Dalian Atkinson 25' · Ahmed Bahja 90' |

|                  | 1–4 |                                                             |
| ---------------- | --- | ----------------------------------------------------------- |
| Yutaka Akita 12' |     | Roh Sang-Rae 33' 86' · Kim Jong-hyun 48' · Lim Kwan-Sik 66' |

## Trận tranh hạng ba
|                     | 1–0 |  |
| ------------------- | --- |  |
| Tomoyuki Hirase 42' |     |  |

## Chung kết
|                                                  | 3–2 (asdet) |                      |
| ------------------------------------------------ | ----------- | -------------------- |
| Ahmed Bahja 10' (ph.đ.) 105' · Mohammed Noor 84' |             | Roh Sang-Rae 14' 70' |

## Đội vô địch
| Cúp các câu lạc bộ đoạt cúp bóng đá quốc gia châu Á 1998–1999 Al Ittihad Danh hiệu đầu tiên |